# Massimo Codol
Massimo Codol (Lecco, 27 febbraio 1973) è un dirigente sportivo ed ex ciclista su strada italiano, professionista dal 1998 al 2012. Dal 2014 è direttore sportivo alla D'Amico-UM Tools, già Area Zero.
Originario di Introbio, risiede a Grosseto.

## Carriera
Nel 1997, quando militava nella squadra dilettantistica Ceramiche Pagnoncelli, disputò e vinse la Cronoscalata Gardone Val Trompia-Prati di Caregno con il tempo di 23'54"00, il migliore nella storia della competizione.
Professionista dal 1998, ha militato come gregario in squadre italiane di primo livello quali Mapei, Lampre, Mercatone Uno, Fassa Bortolo e Acqua & Sapone. Corridore intelligente e generoso, poteva contare su buone doti di passista-scalatore. Nella sua lunga carriera è stato al servizio di capitani come Gilberto Simoni, Marco Pantani, Alessandro Petacchi e Stefano Garzelli.
Tra i professionisti si è aggiudicato due corse; ha inoltre disputato undici Giri d'Italia (miglior piazzamento, il quindicesimo posto finale nell'edizione 2007) e quattro Giri di Spagna, e ha ottenuto due piazzamenti fra i primi dieci in classiche monumento, quinto nella Liegi-Bastogne-Liegi 2002 (alle spalle di altri quattro italiani) e ottavo al Giro di Lombardia 2000.
Si ritira alla fine del 2012 dopo 15 anni di professionismo in seguito allo scioglimento dell'Acqua & Sapone, formazione in cui militava da diversi anni. Nel 2014 diventa direttore sportivo della giovane formazione Continental Area Zero Pro Team, rinominata in D'Amico-Utensilnord dal 2015.

## Palmarès
- 1996 (Dilettanti, una vittoria)

Coppa Papà Espedito
- 1997 (Dilettanti, quattro vittorie)

Gran Premio Capodarco
Cronoscalata Gardone Val Trompia-Prati di Caregno
2ª tappa 2ª semitappa Giro del Ticino (Isone, cronoscalata)
Classifica generale Giro del Ticino
- 2000 (Lampre, due vittorie)

1ª tappa Vuelta al País Vasco (Oñate > Oñate)
Japan Cup

### Altri successi
- 2005 (Fassa Bortolo, una vittoria)

1ª tappa, 2ª semitappa Settimana Internazionale di Coppi e Bartali (Misano Adriatico, cronosquadre)

## Piazzamenti

### Grandi Giri
- Giro d'Italia

1998: 32º
1999: ritirato (21ª tappa)
2000: 47º
2001: 37º
2002: non partito (14ª tappa)
2003: 15º
2004: 69º
2005: 119º
2007: 23º
2009: ritirato (16ª tappa)
2010: 43º
2011: 32º
- Vuelta a España

1999: 22º
2000: 40º
2001: 53º
2002: 48º

### Classiche monumento
- Liegi-Bastogne-Liegi

1999: 51º
2000: ritirato
2001: 37º
2002: 5º
2004: 63º
2005: 48º
2010: 55º
- Giro di Lombardia

1999: 28º
2000: 8º
2001: 43º
2002: 36º
2003: 65º
2004: 39º
2005: 46º
2007: ritirato
2008: 40º
2009: 61º
2012: ritirato